# Шашечница цинксия
Шашечница цинксия, или шашечница обыкновенная (лат. Melitaea cinxia) — вид дневных бабочек рода шашечницы (Melitaea) семейства нимфалиды (Nymphalidae).

## Происхождение названия
Cinxia (с латинского) — опоясанная (cinctus — пояс). Название отражает внешний вид бабочки.

## Морфология
Размах крыльев 41-47 мм. Длина переднего крыла от 16 до 20 мм.

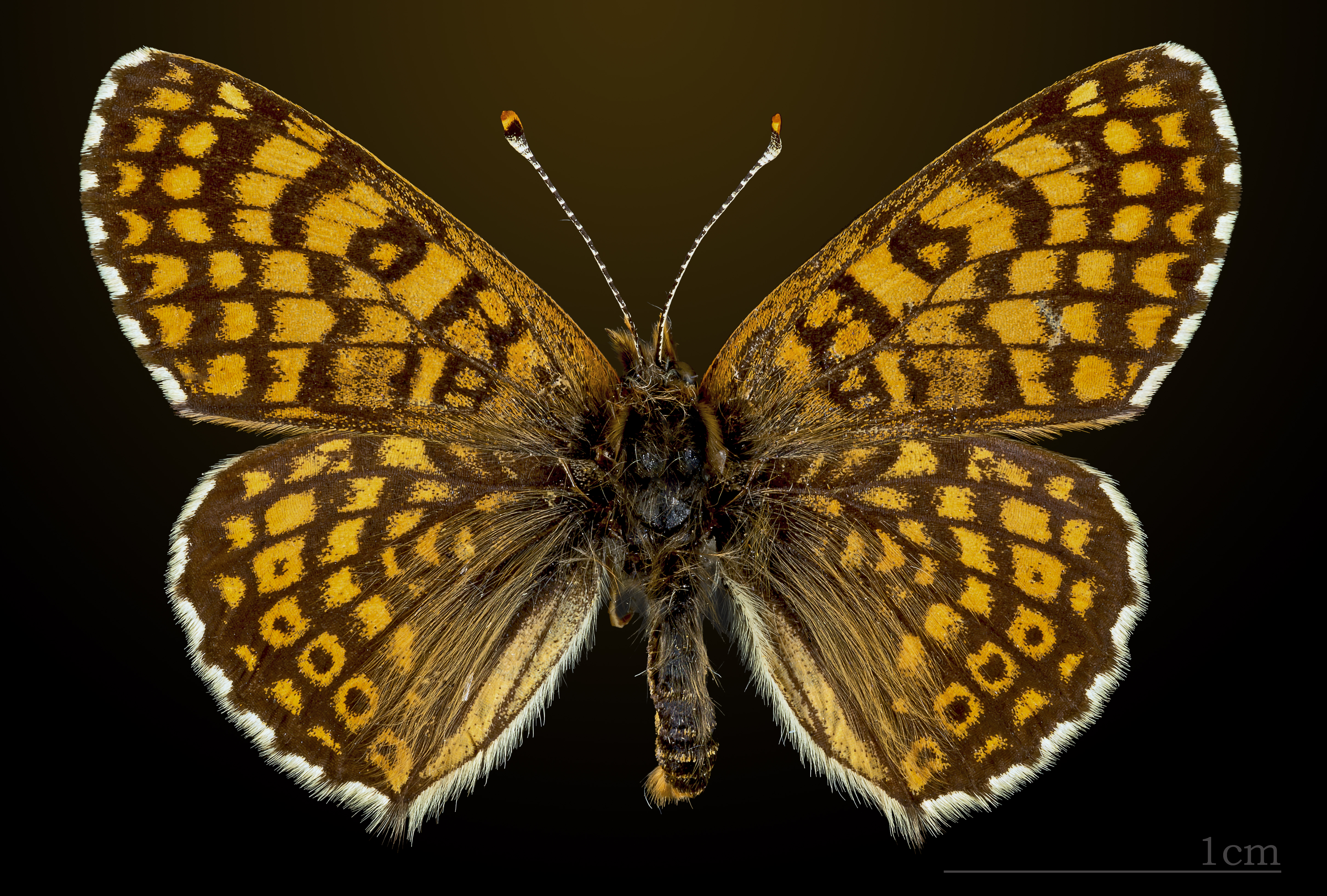
Шашечница цинксия
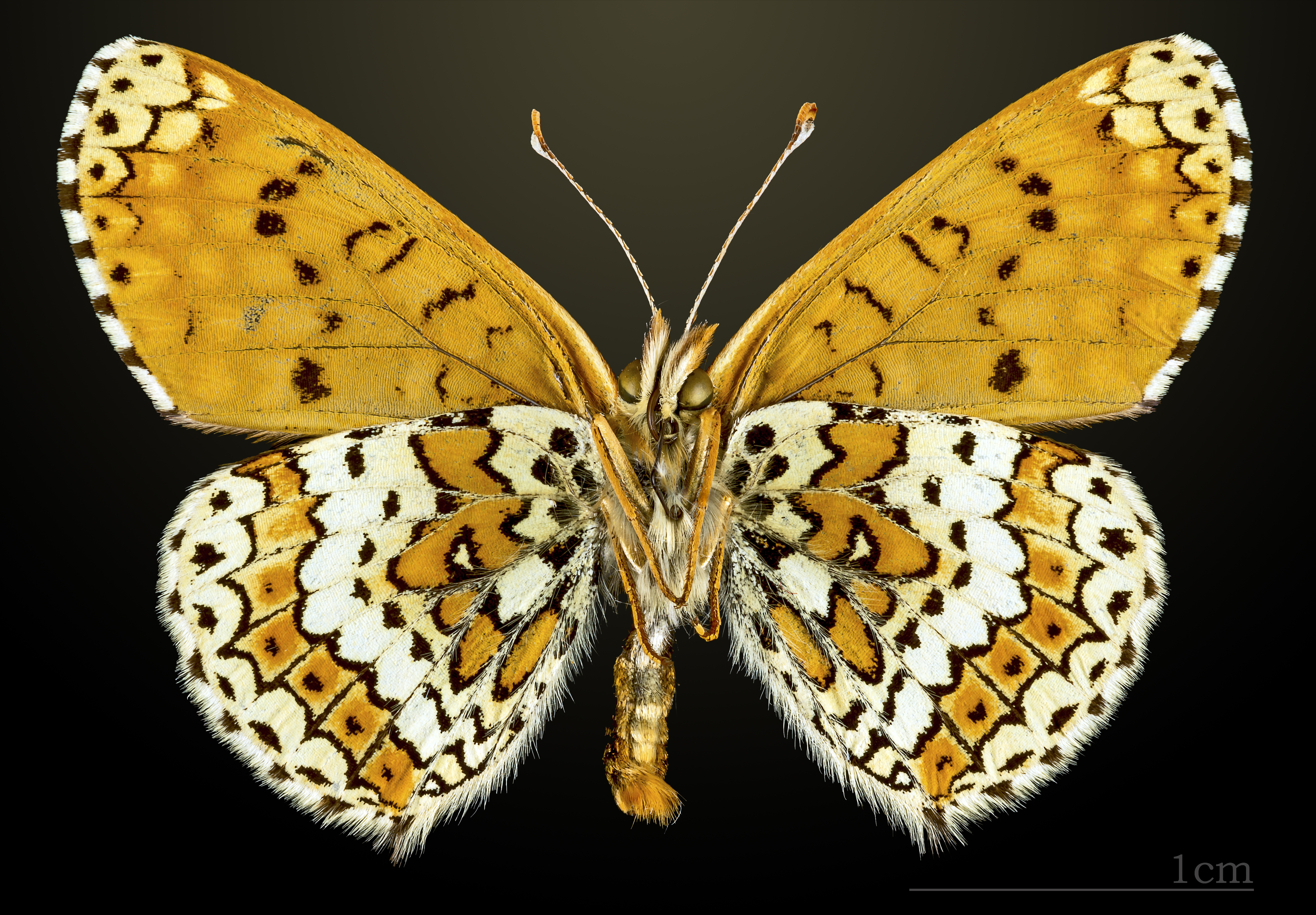
△ Шашечница цинксия
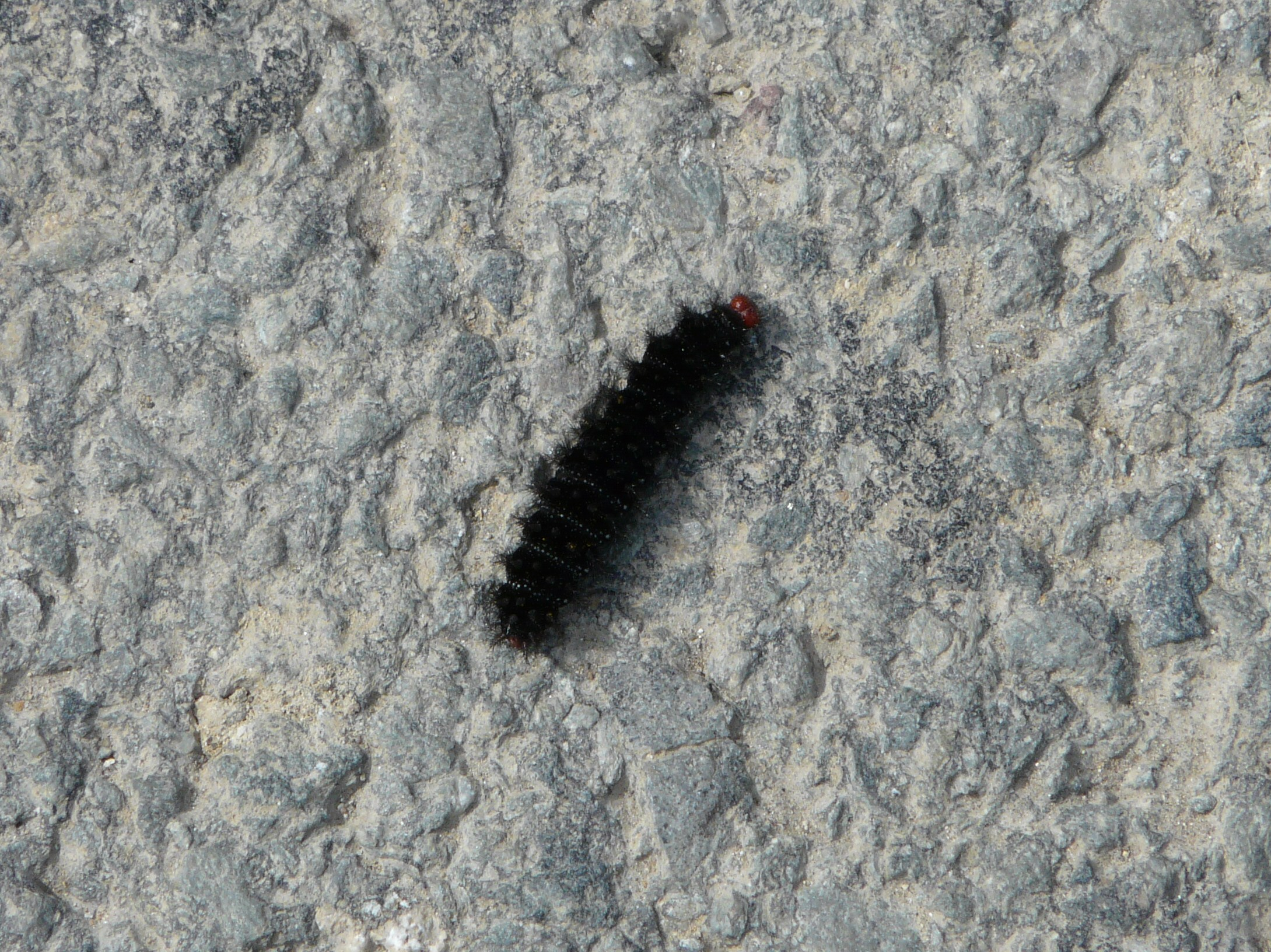
гусеница

## Жизненный цикл
Самки откладывают яйца на кормовые растения с мая по июнь, в общей сложности одна самка может отложит до 200 яиц. Продолжительность созревания яиц составляет около 3 недель. После зимовки гусеницы по наступлении весны сразу же принимаются активно питаться, и после 3 линек превращаются в куколку. Гусеницы шашечницы цинксии имеют тёмную окраску, с мелкими бледными пятнышками. Обычно куколка развивается на листе кормового растения, и после примерно 15 дней из неё выходит бабочка.
Бабочки летают с мая по сентябрь. В среднем продолжительность жизни в состоянии имаго около 2-3 недель, после откладки яиц бабочка погибает.
Гусеницы поедают в основном листья подорожника. Бабочки питаются цветочным нектаром.

## Распространение
Ареал этого вида охватывает почти всю Европу (кроме Южной Испании, Скандинавии и северных территорий Великобритании), а также среднюю полосу Азии вплоть до озера Балхаш в Казахстане. В центральной Европе, под воздействием различных антропогенных факторов, популяция этого вида бабочек постепенно сокращается.
В основном предпочитают местность с обильной и разнообразной травянистой растительностью, например, луга, пастбища, встречаются до 2500 м над уровнем моря.